# Saltstraumen
Saltstraumen är en tätort och kyrkby i Bodø kommun i Nordland fylke i norra Norge. Orten ligger vid fylkesväg 17, där denna korsar den berömda tidvattenströmmen Saltströmmen (Saltstraumen). Här finns Saltstraumens kyrka.

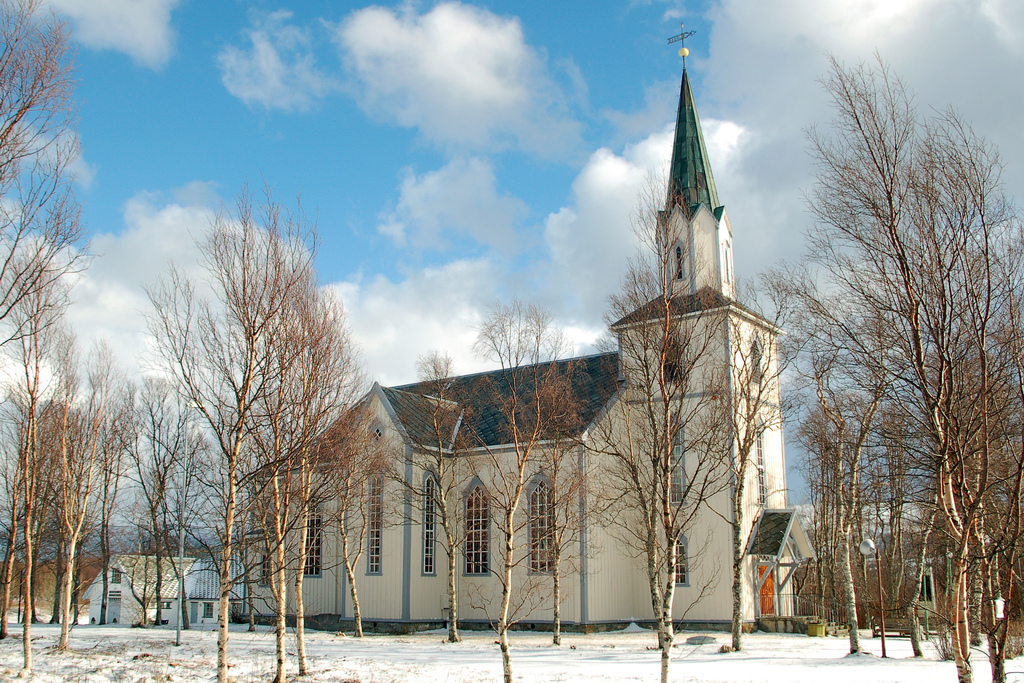
Saltstraumens kyrka.